# Keepin' Halloween Alive
Singles de Alice Cooper
Gimme
(2000) I'll Bite Your Face Off
(2011)
Keepin' Halloween Alive est une chanson d'Alice Cooper, parue en single en 2009. Le titre n'était à l'origine disponible qu'en format numérique, mais a été vendu par la suite sous disque compact lors des tournées pour célébrer Halloween. Le single a également été pressé en vinyle en très peu d'exemplaires pour l'Europe, toutefois en version non officielle.
La version officielle du single sort en 2010 en édition limitée (2300 copies), elle comporte en face-b, la chanson I Love the Dead interprétée en live, issue du Theatre of Death: Live at Hammersmith,. La couverture du vinyle est une photo d'Alice Cooper tirée de la série The Snoop Sisters, en 1974.

## Musiciens
- Alice Cooper - chants
- Piggy D. - guitare rythmique
- Dave Pino - guitare solo, basse
- David Spreng - batterie